# Давидюк Владислав Миронович
Владислав Миронович Давидюк (нар. 16 червня 1963, м. Умань, Черкаська область, Україна) – український військовий, громадський та науковий діяч. Директор Державного історико-архітектурного заповідника «Стара Умань».

## Біографія
Владислав Давидюк народився 1963 року в м. Умань, Черкаської області.

### Освіта
У 1970 році пішов до 1-го класу Уманської середньої школи № 1.
У 1973 році перейшов в Уманську середню школу № 2, яку закінчив в 1978 році. В цьому ж році поступив в Уманський технікум механізації сільського господарства.
У 1982 році закінчив технікум і набув спеціальність техніка-механіка.

### Військова служба
На військову службу був призваний Уманським МВВК 31 жовтня 1982 року.
З 3. 11. 1982 року по 5.08. 1983 року проходив службу в військовій частині 50356 м. Дніпропетровськ на посаді радіотелеграфіста.
З 5. 08. 1983 р. по 14. 08. 1987 р. – курсант Донецького вищого військово-політичного училища інженерних військ та військ зв’язку імені генерала армії А.А. Єпішева.
З 14. 08. 1987 по 15. 03. 1992 року проходив службу на посаді заступника командира роти по політичній роботі в/ч 22562 в смт. Костіно Пєтушинського району,  Володимирскої області.
З 15. 03 1992 року по 22. 04. 1992 року знаходився в розпорядженні МО України.
Присягу на вірність народу України прийняв 22.04. 1992 року.
З 22. 04. 1992 року по 19. 04. 1993 року командир взводу охорони 5193 бази зберігання техніки і озброєння 1 гв. О.А. ККВО.
З 19. 04. 1993 року по 9. 08. 1993 року методист-організатор культурно-виховної роботи та дозвілля 5193 бази зберігання техніки і озброєння.
З 9.08. 1993 року по 22. 11. 1994 року начальник групи гуманітарної підготовки культурно-виховної і просвітницької роботи 51 бази зберігання техніки і озброєння.
З 22. 11. 1994 року по 20. 04 1995 року народознавець в/ч 35 618.
З 20. 04. 1995 року по 29. 06. 2004 року заступник командира 2-го окремого зенітно-ракетного дивізіону з виховної роботи в/ч А 3024.
З 29. 06. 2004 року по 15. 11 2004 року заступник командира 2-го окремого зенітно-ракетного дивізіону з гуманітарних питань в/ч А 3024.
З 15. 11. 2004 року по 2008 року заступник командира 1-го окремого зенітно-ракетного дивізіону з гуманітарних питань в/ч А 3024.

### Наукова діяльність
З  2. 01. 2009 року молодший науковий співробітник Уманського краєзнавчого музею.
З  1. 01. 2013 року по 15.06 2018 року старший науковий співробітник відділу історії та природи Уманського краєзнавчого музею.
З 15.06. 2018 року по теперішній час директор Державного історико-архітектурного заповідника «Стара Умань». Є автором численних книг та публікацій в пресі в яких досліджує історію міста Умань різних періодів.

### Директор ДІАЗ "Стара Умань"
На посаді директора історико-архітектурного заповідника реалізовує низку проектів найвідомішим з яких є екскурсійний маршрут «Таємничими підземеллями Василіанського монастиря» з елементами театралізації. Крім того відкрито сторінки заповідника у соціальних мережах, де всі бажаючі можуть ознайомитись з діяльністю колективу заповідника та історією міста Умань. Владислав Давидюк регулярно виступає на регіональних та всеукраїнських ЗМІ. Важливою частиною його діяльності на посаді директора є реалізація ініціатив по вшануванню видатних діячів міста та відкриття широкому загалу невідомих сторінок історії Умані.

## Сім'я
Одружений. Дружина Давидюк (Юдченко) Лариса Федорівна. Діти: син Володимир, дочка Тетяна.

## Наукові праці

### Книги
- Історія уманських вулиць: вулиця Жовтневої революції та площа Леніна. Випуск 1 / В.М. Давидюк // – Умань : Видавець «Візаві», 2011. – 215 с.
- Історія уманських вулиць: вулиця Коломенська, вулиця Леніна та вулиця Піонтковського. Випуск 2 / В.М. Давидюк // – Умань : ВПЦ «Візаві», 2012. – 236 с.
- История  Уманщины на страницах «Киевской старины» (1882 – 1889 г.г.) Том 1  ; [реценз.  Т. В. Кузнець, упоряд. та  вступ. ст. В. М. Давидюк].  – Умань : ВПЦ «Візаві», 2013. – 578 с.
- История  Уманщины на страницах «Киевской старины» (1902 – 1905 г.г.) Том 2  ; [, упоряд. та  В. М. Давидюк]. – Умань : ВПЦ «Візаві», 2013. – 532 с.
- Історія уманських вулиць: вулиця Радянська, вулиця Садова та вулиця Рафаїла Чорного. Випуск 3 / В.М. Давидюк // – Умань : ВПЦ «Візаві» (Видавець «Сочінський»), 2014. – 428 с.
- Адресъ-календарь (съ историческимъ очеркомъ и планомъ) гор. Умани на 1904 годъ ; [упоряд. та  вступ. ст. В. М. Давидюк]. – Факс. вид. 1903 р. – Умань : ВПЦ «Візаві», 2016.
- Настольно-справочная книга-календарь на 1911 годъ «Весь Умань» ; [упоряд. та  вступ. ст. В. М. Давидюк]. – Факс. вид. – Умань : ВПЦ «Візаві», 2016. 8.	Календарь-Справочникъ г. Умани и его окресностей на 1914 годъ ; [упоряд. та  вступ. ст. В. М. Давидюк]. – Факс. вид. – Умань : ВПЦ «Візаві», 2016.
- Краткій календарь-Справочникъ г. Умани и его окресностей на 1914 – 1915 г.г. ; [упоряд. та  вступ. ст. В. М. Давидюк]. – Факс. вид. – Умань : ВПЦ «Візаві», 2016.
- Памятка г. Умани Уманская Мужская Гимназия 1883 – 1908 г.г./ Д.П. Янковській  ; [упоряд. та  вступ. ст. В. М. Давидюк]. – Факс. вид. 1908 р. – Умань : ВПЦ «Візаві», 2016. – 39 с.
- Подорож вулицями старої Умані / В.М. Давидюк. – 2-ге вид., допов. – Умань: ВПЦ «Візаві», 2018. – 527 с.
- Умань та Уманщина в київських газетах XIX ст («Заря», «Жизнь и искусство»). Випуск 1 / упоряд. В.М. Давидюк. – Умань: ВПЦ «Візаві», 2017. – 268 с.
- Свято-Троїцька церква Івангородського передмістя міста Умані: історія та сучасність [Історія, щоденники] / В.М. Давидюк. – Умань ВПЦ «Візаві», 2018. – 64 с.
- Уманський василіанський монастир: Історія та сучасність / В.М. Давидюк. – Умань: ВПЦ «Візаві», 2018. – 22 с.
- Умань та Уманщина в київській газеті «Киевлянин» Випуск 2. Книга 2. / уклад. В.М. Давидюк. – Умань: ВПЦ «Візаві», 2019. – 598 с.
- Історія Умані: міфи і дійсність в документах / В.М. Давидюк. – Умань ВПЦ «Візаві», 2019. – 316 с.
- Н.В. Суровцова – спогади про навчання в Уманській жіночій гімназії / уклад. В.М. Давидюк. – Умань: ВПЦ «Візаві», 2020 – 20 с.
- Брошура «Умань - місто, де тебе чекають» / авт. текст. В.М. Давидюк. – Умань: ВПЦ «Візаві», 2020.
- Факсимільне видання підшивки газети «Уманський голос»  за 1941 р./ уклад. В.М. Давидюк. – Умань: ВПЦ «Візаві», 2020.
- Факсимільне видання підшивки газети «Уманський голос»  за 1942 р./ уклад. В.М. Давидюк. – Умань: ВПЦ «Візаві», 2020.
- Факсимільне видання підшивки газети «Уманський голос»  за 1943 р./ уклад. В.М. Давидюк. – Умань: ВПЦ «Візаві», 2020.
- Умань та Уманщина в київських газетах «Труд» (1881-1882 рр.), та  «Кіевское слово» (1887-1905 рр.). Випуск 3 / упоряд. В.М. Давидюк. – Умань: ВПЦ «Візаві», 2021. – 502 с.

### Публікації в пресі
- Давидюк В.М. Духовні скарби нації. Таємничий світ православної ікони. Уманська зоря. 2009. 18 липня (№ 56-57.) С. 3.
- Давидюк В.М. Подорож сторінками історії. Міській гімназії – 110 років. Уманська зоря. 2010. 1 жовтня (№ 42-43.) С. 3.
- Давидюк В.М. Михайло Ханенко і Умань. Уманська зоря. 2011. 23 вересня (№ 38.) С. 3.
- Давидюк В.М. Уманська чоловіча гімназія. Уманська зоря. 2011. 23 вересня (№ 38.) С. 3.
- Давидюк В.М. До 400-річчя першої письмової згадки про Умань. Міські гімназії. Уманська зоря. 2012. 8 червня (№ 23.) С. 7.
- Давидюк В.М. Сім найцікавіших фактів із історії уманських вулиць. Умань.ІНФО. 2012. 2 грудня (№ 11.) С10.
- Давидюк В.М. До 400-річчя першої письмової згадки про Умань. Уманські готелі. Готель «Франція», готель «Бель-Вью», готель «Ново-Європейський». Уманська зоря. 2013. 18 січня (№ 3.) С. 3.
- Давидюк В.М. Історія уманської пожежної частини. Умань. 2013. 31 січня (№ 5.) С. 23.
- Давидюк В.М. До 400-річчя першої письмової згадки про Умань. Уманські готелі. Гранд-отель «Савой», готель «Регіна». Уманська зоря. 2013. 15 лютого (№ 78.) С. 2.
- Давидюк В.М. До 400-річчя першої письмової згадки про Умань. Уманські готелі. Готель «Брістоль», готель «Європейський». Уманська зоря. 2013. 7 червня (№ 23.) С. 7.
- Давидюк В.М. До 400-річчя першої письмової згадки про Умань. Перша школа. Забута історія. Уманська зоря. 2013. 4 жовтня (№ 40.) С. 7.
- Давидюк В.М. Гітлер та Муссоліні в Умані: міфи та реальність. Вечірні Черкаси. 2013. 23 жовтня (№ 43.) С. 15.
- Давидюк В.М. Розміщення такої великої реклами на пам’ятці історичної забудови нашого міста – пряме нехтування історичною пам’яттю уманчан. Фото-звинувачення. Уманська зоря. 2014. 5 вересня (№ 36.) С. 7.
- Давидюк В.М. До 400-річчя першої письмової згадки про Умань. Документи свідчать…(До історії Уманського гуманітарно-педагогічного коледжу імені Т.Г. Шевченка. Уманська зоря. 2014. 2 травня (№ 18.) С. 3, 8.
- Давидюк В.М. До 400-річчя першої письмової згадки про Умань. Уманська жіноча гімназія. Уманська зоря. 2015. 5 червня (№ 23.) С. 7.
- Давидюк В.М. З історії нашого міста. Уманській «Ялинці» - 80. Уманська зоря. 2015. 25 грудня (№ 54.) С. 4.
- Давидюк В.М. Міщанське кладовище: минуле і сучасне. Уманська зоря. 2016. 15 січня (№ 3.) С. 4.
- Давидюк В.М. До 400-річчя першої письмової згадки про Умань. Календарі розповідають. Уманська зоря. 2016. 29 січня (№ 5.) С. 4.
- Давидюк В.М. До 400-річчя першої письмової згадки про Умань. Готель «Європа» чи «Ново-Європейський»? Уманська зоря. 2016. 26 лютого (№ 9.) С. 4.
- Давидюк В.М. Чи знаєте ви, що… В Умані була парашутна вишка. Уманська зоря. 2017. 28 липня (№ 32.) С. 8.
- Давидюк В.М. Із скарбниці історії краю. Умань та уманщина в XIX столітті. (Про книгу «Умань і уманщина в київських газетах XIX ст.) Уманська зоря. 2017. 1 вересня (№ 37.) С. 8.
- Давидюк В.М. Нотатки дослідника. Український полк. Міфи та реальність. Рідна Умань. 2017. 14 жовтня (№ 41(45).) С. 3.
- Давидюк В.М. Це вже історія: від стадіону «Червоного» до центрального міського. Рідна Умань. 2017. 21 жовтня (№ 42(46).) С. 2-3.
- Давидюк В.М. Це вже історія. Центр міста в ретроспективі. Рідна Умань. 2017. 28 жовтня (№ 43(47).) С. 2.
- Давидюк В.М. Під шурхіт сторінок. (Про вихід до друку «Подорож вулицями старої  Умані»)  Рідна Умань. 2017. 18 листопада (№ 46(50).) С. 3.
- Давидюк В.М. Історія й сучасність. Декабристи не винні.  Рідна Умань. 2017. 9 грудня (№ 49(53).) С. 4.
- Давидюк В.М. Дослідження. Підземні ходи: чутки і дійсність. (Далі буде.) Рідна Умань. 2018. 20 січня (№ 3(59).) С. 3.
- Давидюк В.М. Дослідження. Підземні ходи: чутки і дійсність. (Далі буде.)  Рідна Умань. 2018. 27 січня (№ 4(60).) С. 3.
- Давидюк В.М. Трамвайне питання, або з історії електрифікації міста. Уманська зоря. 2018. 2 лютого (№ 5.) С. 5,8.
- Давидюк В.М. Дослідження. Підземні ходи: чутки і дійсність. (Далі буде.)  Рідна Умань. 2018. 10 лютого (№ 6(62).) С. 3.
- Давидюк В.М. Дослідження. Підземні ходи: чутки і дійсність. (Далі буде.)  Рідна Умань. 2018. 15 березня (№ 10-11(66-67).) С. 3.
- Давидюк В.М. Під шурхіт сторінок. Подорож з минулого в сучасне.(Випущено книгу «Подорож вулицями старої Умані»)  Рідна Умань. 2018. 15 березня (№ 10-11(66-67).) С. 4.
- Давидюк В.М. Дослідження. Підземні ходи: чутки і дійсність. (Далі буде.)  Рідна Умань. 2018. 7 квітня (№ 14(70).) С. 3.
- Давидюк В.М. Дослідження. Підземні ходи: чутки і дійсність. (Далі буде.)  Рідна Умань. 2018. 5 травня (№ 18(74).) С. 3.
- Давидюк В.М. Дослідження. Підземні ходи: чутки і дійсність. (Далі буде.)  Рідна Умань. 2018. 9 червня (№ 23(79).) С. 3.
- Давидюк В.М. Дослідження. Підземні ходи: чутки і дійсність. (Далі буде.)  Рідна Умань. 2018. 14 липня (№ 28(84).) С. 3.
- Давидюк В.М. З історії нашого міста. Дещо про уманський «Греків ліс». Уманська зоря. 2018. 20 липня (№ 30.) С. 8.
- Давидюк В.М. Дослідження. Підземні ходи: чутки і дійсність. (Далі буде.)  Рідна Умань. 2018. 4 серпня (№ 31 (87).) С. 3.
- Давидюк В.М. Краєзнавство. Підземні ходи: дослідження тривають.  Рідна Умань. 2018. 11 серпня (№ 32 (88).) С. 3.
- Давидюк В.М. З історії повітроплавання над Уманню. Уманська зоря. 2018. 28 вересня (№ 40.) С. 8.
- Давидюк В.М. Новий корпус уманського педуніверситету збудували на місці садиби барона Меєндорфа. 04744.info.  2019. квітень (№ 7.) С. 3.
- Давидюк В.М. З історії нашого міста. Забудова Умані наприкінці XIX – початку XX століття. Уманська зоря. 2019. 19 квітня (№ 16.) С. 8.
- Давидюк В.М. Цікаве з історії нашого міста. «Мираж», «Модерн», «Корсо». Уманська зоря. 2019. 5 липня (№ 27.) С. 8.
- Давидюк В.М. Цікаве з історії нашого міста. «Мираж», «Модерн», «Корсо». Уманська зоря. 2019. 12 липня (№ 28.) С. 8.
- Давидюк В.М. Навіть міські водовози гасили пожежі.  Рідна Умань. 2019. 13 вересня (№ 6 (114).) С. 6.
- Давидюк В.М. Перші уманські заводи конкурували і розвивались.  Рідна Умань. 2019. 27 вересня (№ 8 (116).) С. 6.
- Давидюк В.М. Козацтво нашого краю.  Рідна Умань. 2019. 18 жовтня (№10-11 (118-119).) С. 6.
- Давидюк В.М. Сторінками історії. Умань театральна. (Далі буде.) Уманська зоря. 2019. 4 жовтня (№ 40.) С. 8.
- Давидюк В.М. Сторінками історії. Умань театральна. Уманська зоря. 2019. 18 жовтня (№ 42.) С. 5.
- Давидюк В.М. Перші автомобілі на міських вулицях.  Рідна Умань. 2019. 25 жовтня (№12 (120).) С. 6.
- Давидюк В.М. Міські голови Умані до 1919 року. (Далі буде.) Уманська зоря. 2019. 15 листопада (№ 46.) С. 4.
- Давидюк В.М. Міські голови Умані до 1919 року. (Далі буде.) Уманська зоря. 2019. 22 листопада (№ 47.) С. 2.
- Давидюк В.М. Міські голови Умані до 1919 року. Уманська зоря. 2019. 29 листопада (№ 48.) С. 2.
- Умань виходить з карантину.(Директор про вихід з карантину) Уманська зоря. 2020. 22 травня (№ 20.) С. 4.
- Давидюк В.М. З історії велосипеда в Умані. Уманська зоря. 2020. 29 травня (№ 20.) С. 5.
- Давидюк В.М. Історична загадка. Найстаріша школа нашого міста. Уманська зоря. 2021. 15 січня (№ 3.) С. 7
- Давидюк В.М. Пам'яті жертв Голокосту. Уманська зоря. 2021. 22 січня. (№ 4.)  С. 7
- Давидюк В.М. Пам'яті жертв Голокосту (Продовження). Уманська зоря. 2021. 29 січня. (№ 5.) С. 7
- Давидюк В.М. Пам'яті жертв Голокосту (Продовження). Уманська зоря. 2021. 29 січня. (№ 5.) С. 7
- Давидюк В.М. Історія уманського навчально-виховного комплекс «ЗОШ I – III ст. № 7 – колегіум». Уманська зоря. 2021. 12 лютого (№ 7.) С. 7
- Давидюк В. М. Уманській дитячій школі мистецтв в цьому році виповнюється 120 років. Уманська зоря. 2021. 12 березня (№ 11). С. 7